# Volo United Airlines 328
Il volo United Airlines 328 è stato un volo passeggeri nazionale di linea dall'aeroporto Internazionale di Denver (DEN) all'aeroporto Internazionale di Honolulu (HNL). Il 20 febbraio 2021, il Boeing 777-200 operante il volo ha subito un guasto non contenuto al motore destro poco dopo il decollo; i detriti sono caduti nel sobborgo di Commons Park di Broomfield, Colorado, e dintorni. Il volo è tornato e atterrato in sicurezza a Denver. I detriti staccatisi dal motore e caduti a terra sono stati registrati da testimoni oculari utilizzando smartphone e una dash cam.
Il motore coinvolto era un turboventola modello Pratt & Whitney PW4077, una dotazione comune per il Boeing 777 e altri jet wide body.

## L'aereo
Il velivolo coinvolto era un Boeing 777-200, marche N772UA, numero di serie 26930, numero di linea 5; è il quinto 777 prodotto dalla Boeing. Volò per la prima volta il 19 novembre 1994 e venne consegnato alla United Airlines il 29 settembre 1995. È spinto da 2 motori turboventola Pratt & Whitney PW4077.
Originariamente il velivolo venne registrato come WA005, uno dei Boeing 777-200 originali che prese parte al programma di certificazione dei test di volo prima della sua entrata in servizio commerciale.

## L'incidente

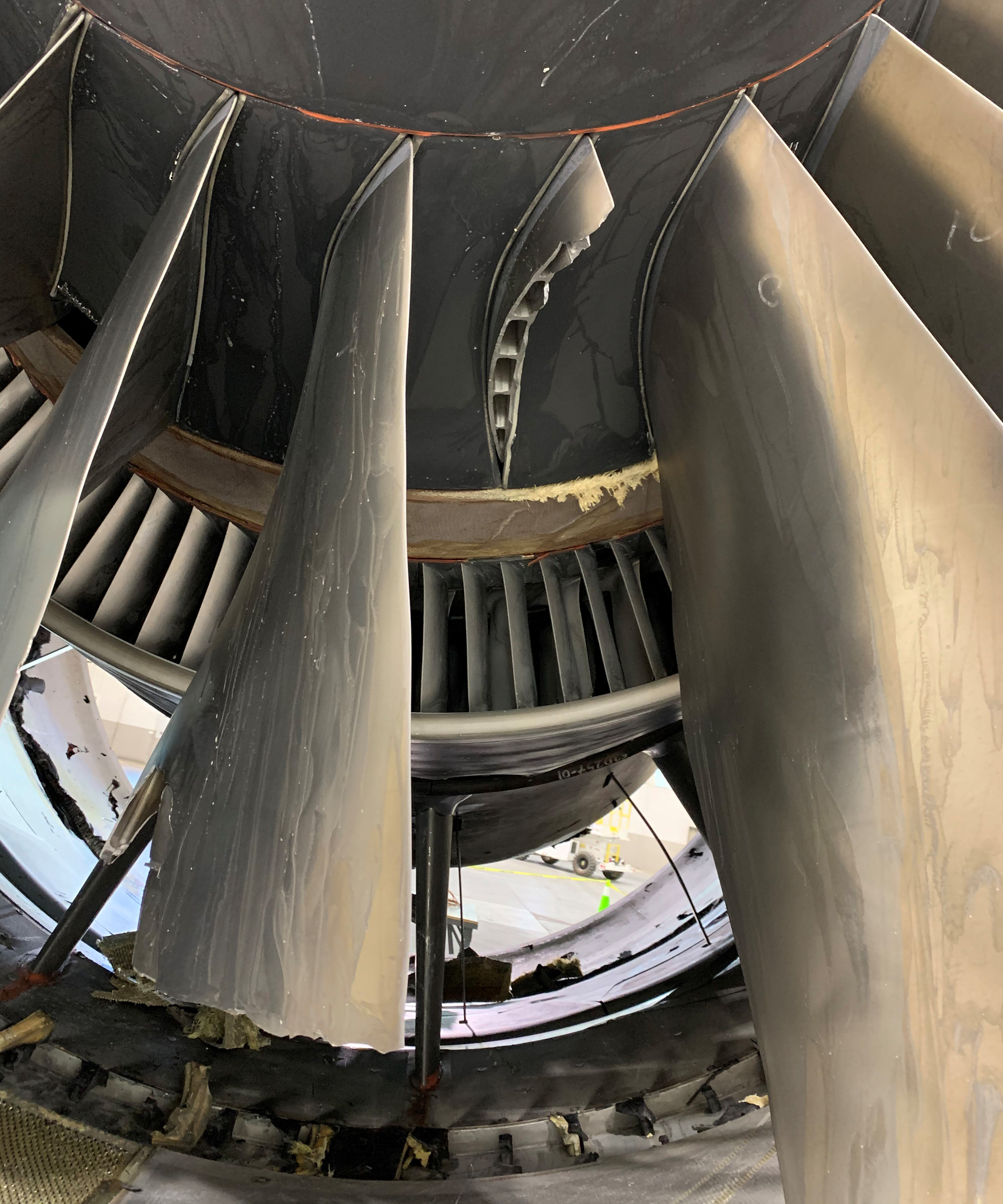
I danni alla turbina: una pala si è staccata mentre quella adiacente si è spezzata a metà.

L'aereo è arrivato all'aeroporto Internazionale di Denver (DEN) come volo UA2465 alle 10:50 ora locale. Alle 13:04 ora locale è partito dalla pista 25 in direzione dell'aeroporto Internazionale Daniel K. Inouye (HNL) come volo UA328. Secondo i dati del Flight Data Recorder (FDR) e gli interrogatori ai membri dell'equipaggio da parte dell'NTSB, circa quattro minuti dopo il decollo l'aereo stava salendo ad un'altitudine di circa 12 500 piedi (3 800 m) con una velocità di circa 280 nodi (520 km/h). L'equipaggio ha dichiarato all'NTSB di aver aumentato la potenza in quel momento per ridurre al minimo il tempo di permanenza nelle turbolenze previste durante la salita fino all'altitudine assegnata del livello di volo 230 (23 000 piedi (7 000 m)). Subito dopo l'avanzamento delle manette, il Cockpit Voice Recorder (CVR) ha registrato un forte boato. I dati dell'FDR indicavano che il motore aveva attuato uno spegnimento non comandato ed era apparso in cabina un avviso di incendio allo stesso. Un guasto alla pala della ventola del motore destro (#2) aveva provocato la disintegrazione di parti della cappottatura del motore, che sono cadute a terra a Broomfield, in Colorado. Nessuno a terra o a bordo del velivolo è rimasto ferito, anche se i detriti hanno provocato un foro nella carenatura tra ala e fusoliera, una parte composita non critica progettata per ridurre la resistenza aerodinamica.
L'equipaggio ha contattato il controllo del traffico aereo per dichiarare un mayday e richiedere una virata a sinistra per rientrare in aeroporto. L'equipaggio ha iniziato a completare le liste di controllo, compresa quella per l'incendio del motore. Come parte della checklist, i piloti hanno scaricato entrambe le bombole dell'estintore nel motore, ma l'avviso di incendio non si è spento fino a quando l'aereo non si è trovato in fase atterraggio. Per motivi di sicurezza e di tempo è stato deciso di non scaricare il carburante, ed è stato stabilito che il peso in eccesso all'atterraggio non era abbastanza significativo da superare altre considerazioni.
Il comandante ha effettuato un avvicinamento e un atterraggio con un motore non operativo alla pista 26 senza ulteriori incidenti. L'Airport Rescue and Firefighting (ARFF) ha raggiunto l'aereo non appena si è fermato sulla pista e ha applicato acqua e agente schiumogeno al motore destro. Alla base del motore si è verificata una fiammata, che è stata rapidamente spenta. Una volta autorizzato dall'ARFF, l'aereo è stato rimorchiato fuori dalla pista dove i passeggeri sono sbarcati tramite le scale aeree e sono stati trasportati in autobus al terminal. I passeggeri sono stati imbarcati sul volo UA3025 - operato da un altro Boeing 777, N773UA, gemello del N772UA immediatamente precedente sulla linea di produzione - che è decollato ore dopo.

## Le indagini
Il National Transportation Safety Board (NTSB) ha aperto un'indagine sull'incidente. Durante l'ispezione iniziale è stato notato che l'ingresso e una parte del rivestimento del motore si erano separati in volo e che due pale della ventola si erano fratturate, una vicino alla sua radice e una adiacente a circa metà della sua lunghezza. Il resto delle pale della ventola mostrava danni alle punte e ai bordi di attacco.

### Pratt & Whitney PW4000
Durante gli ultimi anni sono svariate le segnalazioni di guasti ai motori del tipo Pratt & Whitney PW4000. Nel dicembre 2020, durante il volo Japan Airlines JL904, un Boeing 777 ha subito un guasto dello stesso tipo a circa 16 000 piedi (4 900 m) di altitudine.
Il 13 febbraio 2018, il volo United 1175 in viaggio da San Francisco a Honolulu ha subito un guasto simile mentre era in volo sopra il Pacifico. L'aereo era un Boeing 777-200, N773UA, con una configurazione identica all'N772UA operante il volo 328. L'aereo è atterrato in sicurezza a Honolulu senza feriti. L'NTSB alla fine ha stabilito che la pala della ventola all'interno del motore si era rotta, causando il guasto. L'aereo fu infine riparato e rimesso in servizio.
Lo stesso giorno del volo United 328, un Boeing 747-400(BCF) appartenente alla Longtail Aviation ha subito un guasto a un motore poco dopo la partenza dall'aeroporto di Maastricht, nei Paesi Bassi. Il 747-400BCF era spinto da motori PW4056, un derivato dei PW4000. Detriti provenienti dal propulsore sono caduti sulla cittadina, provocando danni materiali e qualche ferito lieve.

### Rapporti preliminari
Il 22 febbraio 2021, il National Transportation Safety Board ha riferito che, secondo una valutazione preliminare, il danno alla pala della ventola era coerente con la fatica del metallo. Sumwalt, presidente del NTSB, ha inoltre dichiarato che "secondo la nostra definizione più rigorosa non si può considerare l'incidente come un guasto non contenuto perché l'anello di contenimento ha contenuto i detriti mentre venivano spazzati via" e ha detto che avrebbero indagato sul motivo per cui la cappottatura del motore si era separata dall'aeromobile e sul motivo per cui c'era stato un incendio, nonostante le linee del carburante al motore fossero state chiuse.
Il 5 marzo 2021, l'NTSB ha pubblicato un aggiornamento sull'incidente fornendo maggiori dettagli sull'esame preliminare dei danni provocati dall'incendio al motore destro, affermando di aver riscontrato che il danno era principalmente contenuto nei componenti accessori del motore, nel rivestimento dell'invertitore di spinta e nella struttura composita a nido d'ape degli inversori di spinta interni ed esterni. Entrambe le metà della cappottatura sono apparse intatte e non danneggiate. La valvola spar, che interrompe il flusso di carburante al motore quando si preme l'interruttore antincendio nella cabina di pilotaggio, è stata trovata chiusa; non c'erano prove di un incendio alimentato dal carburante. L'esame della cabina di pilotaggio ha rivelato che l'interruttore antincendio del motore destro era stato tirato e portato in posizione "DISCH 1" ed entrambe le luci di scarico delle bombole antincendio erano accese. L'esame degli accessori del motore ha evidenziato la rottura di diverse tubazioni del carburante, dell'olio e dell'impianto idraulico e la rottura della scatola del cambio.
Inoltre, l'NTSB ha dichiarato in questo aggiornamento che tutte le radici delle pale della ventola erano al loro posto; due pale erano fratturate. Una era fratturata trasversalmente al profilo dell'aereo e la superficie di frattura era compatibile con la fatica. Una seconda pala era fratturata trasversalmente al profilo e le sue superfici presentavano tagli compatibili con un cedimento da sovraccarico. Le restanti pale erano integre, ma tutte presentavano vari gradi di danni da impatto.

### Rapporto finale
L'8 settembre 2023 l'NTSB ha pubblicato il rapporto finale sull'incidente. Il report indica che il malfunzionamento del motore destro era dovuto a ispezioni inadeguate ed effettuate a una frequenza insufficiente per individuare le crepe dovute a fatica del metallo, che hanno continuato a propagarsi fino al cedimento definitivo. Inoltre, l'uso di plastica rinforzata con fibra di carbonio, invece dell'alluminio utilizzato durante i test di certificazione dei motori, ha fatto sì che la parte anteriore del propulsore non riuscisse a dissipare adeguatamente l'energia scaturita dalla rottura della pala, non riuscendo a prevenire ulteriori danni.
L'NTSB ha rilevato che la gravità del danno da incendio era dovuta al cedimento delle flange "K" dopo la rottura della pala. Questo ha permesso ai gas a temperatura elevata di diffondersi e di danneggiare i componenti che trasportavano fluidi infiammabili. L'incendio si è poi propagato ad altre aree e all'inversore di spinta di spinta, dove non è stato possibile estinguerlo.

## Conseguenze

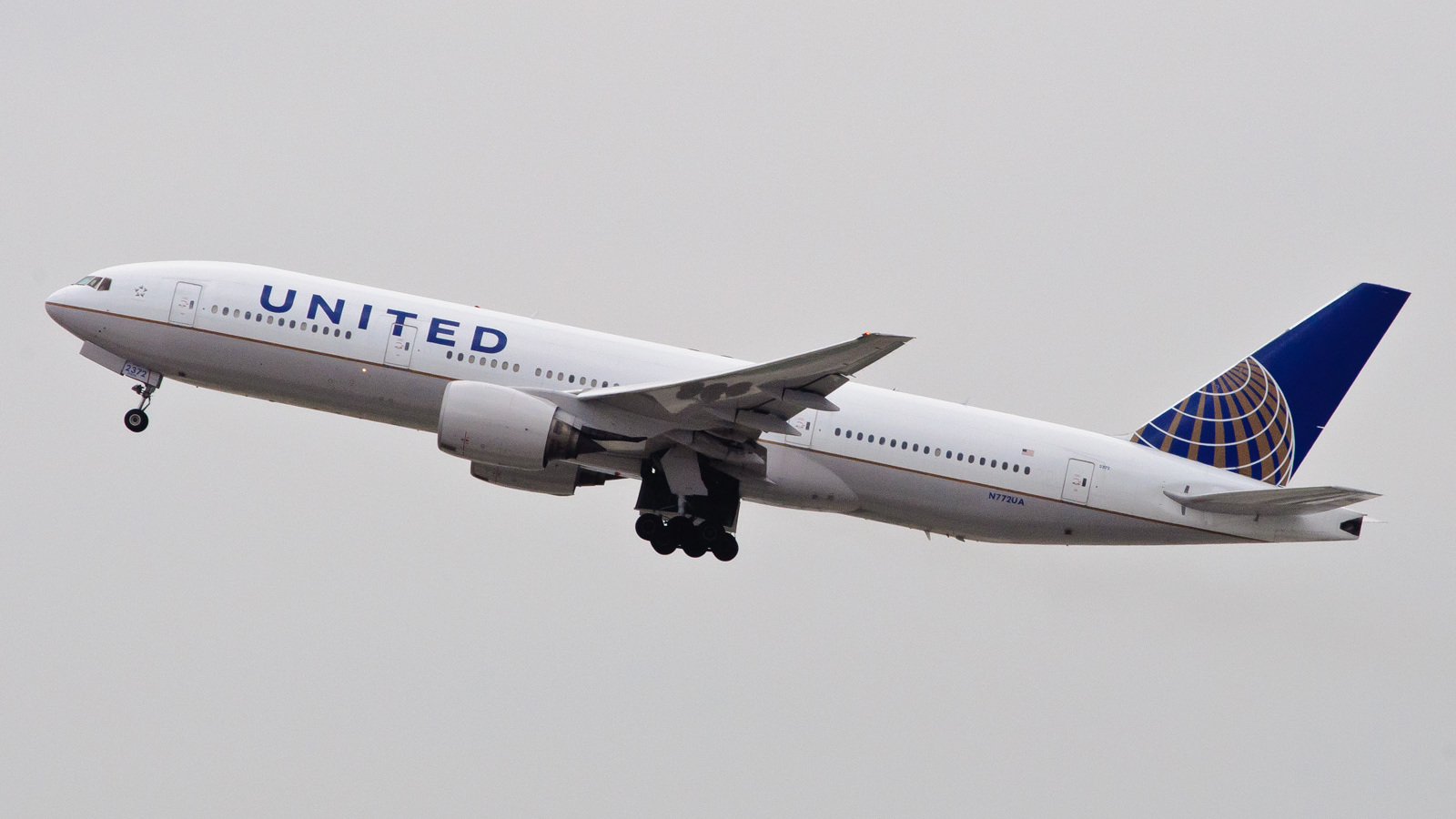
L'aereo coinvolto, visto qui nel 2012.

Il percorso di volo del 777.

Dopo l'incidente del volo UA328, il Ministero del territorio, delle infrastrutture, dei trasporti e del turismo giapponese ha ordinato la messa a terra di 32 Boeing 777 operati da Japan Airlines e All Nippon Airways. La Federal Aviation Administration (FAA) ha ordinato un aumento delle ispezioni dei Boeing 777 con motori PW4000; United Airlines ha preventivamente rimosso tutti questi aerei (di cui 28 in storage e 24 in uso) dal servizio attivo.
Il 22 febbraio 2021, a seguito di una prescrizione di aeronavigabilità di emergenza, Boeing ha confermato di aver messo a terra in tutto il mondo tutti i 128 Boeing 777 equipaggiati con i motori Pratt & Whitney PW4000. Lo stesso giorno, la Civil Aviation Authority britannica ha vietato a tutti i Boeing 777 con motori Pratt & Whitney PW4000-112 di entrare nello spazio aereo del Regno Unito.
Tutti gli aerei sono poi rientrati in servizio entro la metà del 2022.